# 브라운필드

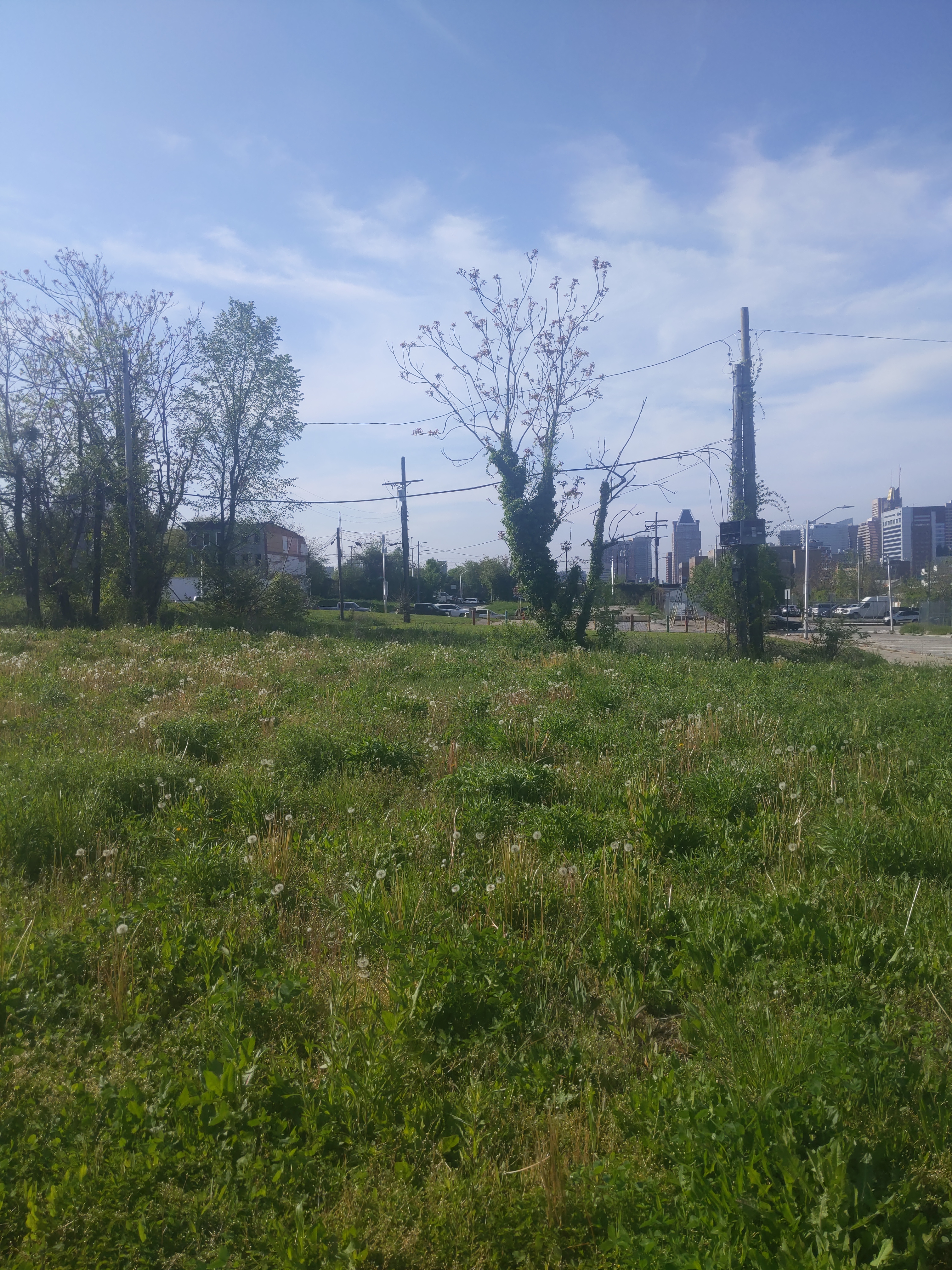

브라운필드(영어: brownfield)는 미국에서 1970년대에 만들어진 신조어이다. 강한 사회 정세를 반영하는 용어이기 때문에 세계적으로 고정된 정의는 없다. 대체적으로 미국에서는 오염되었거나 개발이 진행되지 않고 유휴지가 되고있는 토지를 의미한다.

## 같이 보기
- 훼손
- 도시 재개발